# Келис
Кели́с Роджерс-Джонс (англ. Kelis Rogers-Jones) — американская певица и автор песен, выступающая под своим именем − Келѝс.

## Биография
Келис родилась и выросла в Гарлеме в Нью-Йорке. Её имя Келис — комбинация имён её отца Кеннета — джазового музыканта и проповедника, и матери Эвелисс — китайско-пуэрто-американского дизайнера одежды.
В детстве Келис пела в церковном хоре и играла на скрипке, пианино и саксофоне, училась в частной школе на Манхэттене. Келис покинула дом в возрасте тринадцати лет, но продолжила учёбу в шестнадцать, поступив в музыкальную школу. Здесь она сформировала ритм-энд-блюзовое трио BLU (Black Ladies United). После окончания учёбы она стала участницей группы «The Neptunes» и с их поддержкой заключила контракт на звукозапись.

## Личная жизнь
С 2005 по 2010 год Келис была замужем за рэпером Нэсом, от которого у неё есть сын — Найт Джонс (род. 22 июля 2009).
С 2014 по 2022 год Келис была замужем за риэлтором Майком Морой, от которого у неё есть двое детей — сын Шепард Мора (род. в ноябре 2015) и дочь (род. сентябрь 2020). В сентябре 2021 года Мора публично заявил, что борется с раком желудка в четвёртой стадии. В своём посте в Instagram он заявил, что в сентябре 2020 года ему поставили диагноз «запущенная аденокарцинома желудка», и ему осталось жить восемнадцать месяцев. 14 марта 2022 года 37-летний Мора скончался.

## Дискография

### Альбомы
| Информация |
| --- |
| Kaleidoscope - Дата выпуска: 7 декабря 1999 - Позиции в хит-парадах: № 144 в США, № 23 R&B в США, № 46 в Великобритании, № 73 в Германии - Сертификация в США: — - Продажи в США: 249 000 - Сертификация в Великобритании: Золотой - Продажи в Великобритании: более 100 000 копий |
| Wanderland - Дата выпуска: 29 октября 2001 - Позиции в хит-парадах: № 133 во Франции - Сертификация в США: — - Продажи в США: ? - Мировые продажи: 80 000 |
| Tasty - Дата выпуска: 9 декабря 2003 - Позиции в хит-парадах: № 27 в США, № 7 R&B в США, № 11 в Великобритании, № 51, в Германии, № 60 во Франции, № 55 в Японии - Сертификация в США: Золотой - Продажи в США: 528 000 - Сертификация в Великобритании: Платиновый - Продажи в Великобритании: более 300 000 - Сертификация в Австралии: Золотой - Продажи в Австралии: более 35 000    |
| Kelis Was Here - Дата выпуска: 22 августа 2006 - Позиции в хит-парадах: № 10 в США, № 6 R&B в США, № 41 в Великобритании, № 60 в Канаде, № 77 в Германии, № 104 во Франции - Сертификация в США: — - Продажи в США: 136 000 - Сертификация в Великобритании: Серебряный - Продажи в Великобритании: более 60 000 - Сертификация в Австралии: Золотой - Продажи в Австралии: более 35 000 |
| Flesh Tone - Дата выпуска: 17 мая 2010 - Позиции в хит-парадах: № 48 в США, № 46 в Великобритании, № 61 в Германии, № 132 во Франции - Сертификация в США: — - Продажи в США: 84 000 |
| Food - Дата выпуска: 21 апреля 2014 - Позиции в хит-парадах: TBA - Сертификация в США: TBA - Продажи в США: TBA |

### Синглы
| Год  | Сингл                                | Альбом         |
| ---- | ------------------------------------ | -------------- |
| 1999 | «Caught out There»                   | Kaleidoscope   |
| 1999 | «Good Stuff» (featuring Terrar)      | Kaleidoscope   |
| 2000 | «Get Along with You»                 | Kaleidoscope   |
| 2001 | «Young, Fresh n' New»                | Wanderland     |
| 2003 | «Milkshake»                          | Tasty          |
| 2004 | «Trick Me»                           | Tasty          |
| 2004 | «Millionaire» (featuring André 3000) | Tasty          |
| 2005 | «In Public» (featuring Nas)          | Tasty          |
| 2006 | «Bossy» (featuring Too $hort)        | Kelis Was Here |
| 2006 | «Blindfold Me» (featuring Nas)       | Kelis Was Here |
| 2007 | «Lil Star» (featuring Cee-Lo)        | Kelis Was Here |
| 2010 | «Acapella»                           | Flesh Tone     |
| 2010 | «4th of July (Fireworks)»            | Flesh Tone     |
| 2010 | «Scream»                             | Flesh Tone     |
| 2010 | «Brave»                              | Flesh Tone     |